# リュ・スンワン
リュ・スンワン（류 승완、1973年12月15日 - ）は、韓国の映画監督・脚本家・映画プロデューサー・俳優。

## 来歴
高校時代に観たパク・チャヌク監督映画に影響を受けて映画製作に興味をもち、パクを師匠と呼ぶようになる。
1996年から短編映画を製作し始め、2000年にインディペンデント映画『ダイ・バッド 死ぬか、もしくは悪（ワル）になるか』で長編監督デビュー。『ARAHAN アラハン』、『相棒 シティ・オブ・バイオレンス』、『ベルリンファイル』、『ベテラン』など、アクション映画で知られている。
2005年公開の監督映画『クライング・フィスト』が第58回カンヌ国際映画祭で国際批評家連盟賞を受賞。
2010年に製作した『生き残るための3つの取引』で、第32回青龍映画賞の最優秀作品賞を受賞した。
2023年公開の監督映画『密輸 1970』で、第44回青龍映画賞の最優秀作品賞を受賞した。
俳優のリュ・スンボムは実弟であり、スンワンの監督作品の常連である。
妻は映画プロデューサーのカン・ヘジョンであり、リュが所属する映画製作会社外柔内剛の代表。

## フィルモグラフィ
| 公開年 | 邦題 原題                                                                  | クレジット | クレジット | クレジット |
| 公開年 | 邦題 原題                                                                  | 監督       | 脚本       | 制作       |
| ------ | -------------------------------------------------------------------------- | ---------- | ---------- | ---------- |
| 2000   | ダイ・バッド 死ぬか、もしくは悪（ワル）になるか 죽거나 혹은 나쁘거나       | Yes        | Yes        | No         |
| 2002   | 血も涙もなく 피도 눈물도 없이                                              | Yes        | Yes        | No         |
| 2004   | ARAHAN アラハン 아라한 장풍 대작전                                         | Yes        | Yes        | No         |
| 2005   | クライング・フィスト 주먹이 운다                                           | Yes        | Yes        | No         |
| 2006   | 相棒 シティ・オブ・バイオレンス 짝패                                       | Yes        | Yes        | Yes        |
| 2008   | 史上最強スパイ Mr.タチマワリ 다찌마와 리: 악인이여 지옥행 급행열차를 타라! | Yes        | Yes        | No         |
| 2010   | 生き残るための3つの取引 부당거래                                           | Yes        | No         | Yes        |
| 2010   | トラブルシューター 解決士 해결사                                           | No         | Yes        | No         |
| 2013   | ベルリンファイル 베를린                                                    | Yes        | Yes        | No         |
| 2015   | ベテラン 베테랑                                                            | Yes        | Yes        | No         |
| 2017   | 軍艦島 군함도                                                              | Yes        | No         | No         |
| 2019   | サバハ 사바하                                                              | No         | No         | Yes        |
| 2019   | EXIT イグジット 엑시트                                                     | No         | No         | Yes        |
| 2021   | モガディシュ 脱出までの14日間 모가디슈                                     | Yes        | Yes        | No         |
| 2023   | 密輸 1970 밀수                                                             | Yes        | Yes        | Yes        |
| 2024   | ベテラン 凶悪犯罪捜査班 베테랑2                                            | Yes        | Yes        | Yes        |

## 受賞歴
- 1998年度 - 『現代人』
  - 釜山短編映画祭 優秀賞
  - 第25回ソウル独立映画祭 最優秀作品賞
  - 第25回ソウル独立映画祭 スポンサー賞
- 2000年度 - 『ダイ・バッド 死ぬか、もしくは悪になるか』
  - 第21回青龍映画賞 新人監督賞
  - 第8回春史大賞映画祭 審査員特別賞
  - 第5回釜山国際映画祭 PSB映画賞
- 2004年度 - 『ARAHAN アラハン』
  - 第8回富川国際ファンタスティック映画祭 短編部門 作品賞
  - 第8回富川国際ファンタスティック映画祭 プルジオ観客賞
- 2005年度 - 『クライング・フィスト』
  - 第58回カンヌ国際映画祭 国際批評家連盟賞
  - 第9回ファンタジア国際映画祭 ベストアジア映画 銀賞
  - 第9回ファンタジア国際映画祭 ベストアジア映画 銅賞
  - 第7回ドゥーヴィル・アジア映画祭 アクション・アジア賞
  - 第25回韓国映画評論家協会賞 10大映画賞
  - 第6回釜山映画評論家協会賞 監督賞
- 2007年度 - 『相棒 シティ・オブ・バイオレンス』
  - 第11回ファンタジア国際映画祭 ベストアジア映画 銅賞
- 2010年度 - 『生き残るための3つの取引』
  - 第44回シッチェス・カタロニア国際映画祭 カサ・アジア
  - 第32回青龍映画賞 監督賞
  - 第32回青龍映画賞 最優秀作品賞
  - 第13回ディレクターズ・カット・アワード 今年の監督賞
  - 第2回大韓民国ソウル文化芸術大賞 映画監督大賞
  - 第5回A-Awards クリエイティブ部門
- 2013年度 - 『ベルリンファイル』
  - 第22回釜日映画賞 最優秀監督賞
  - 第4回大韓民国大衆文化芸術賞 大統領表彰
- 2014年度 - 『新村ゾンビ漫画』
  - 第47回シッチェス・カタロニア国際映画祭 フォーカス・アジア賞
- 2015年度 - 『ベテラン』
  - 第48回シッチェス・カタロニア国際映画祭 フォーカス・アジア部門 最優秀作品賞
  - 第4回marie claire映画祭 パイオニア監督賞
  - 第36回青龍映画賞 監督賞
  - 第52回百想芸術大賞 映画部門 監督賞
  - 第25回釜日映画賞 最優秀作品賞
  - 第35回韓国映画評論家協会賞 監督賞
  - 第35回韓国映画評論家協会賞 10大映画賞
  - 第10回A-Awards 情熱部門
  - 第11回マックスムービー最高の映画賞 最高の監督賞
  - 第11回マックスムービー最高の映画賞 最高の作品賞
  - 第7回今年の映画賞 監督賞
  - 第2回韓国映画制作者協会賞 監督賞
  - 第15回大韓民国青少年映画祭 監督賞
- 2017年度 - 『軍艦島』
  - 第50回シッチェス・カタロニア国際映画祭 最優秀作品賞
  - 第20回ウーディネ極東映画祭 観客賞
  - 第37回韓国映画評論家協会賞 10大映画賞
- 2021年度 - 『モガディシュ 脱出までの14日間』
  - 第42回青龍映画賞 最優秀作品賞
  - 第42回青龍映画賞 監督賞
  - 第42回青龍映画賞 最多観客賞
  - 第30回釜日映画賞 最優秀作品賞
  - 第30回釜日映画賞 脚本賞 ※イ・キチョルと共同受賞